# 7弦ベース

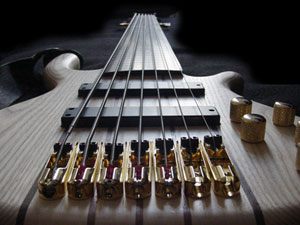
7弦ベースのブリッジ

7弦ベース（ななげんベース）は、エレクトリックベースにおいて通常は4本である弦の数が、7本になっているベースの事で、3種類存在する。
- 4弦ベースに低音弦を1本、高音弦を2本追加したもの。本項で説明。
- 通常の4弦ベースに、フレットレスの1~3弦と同じ音程の弦が加わったもの。
- 5弦ベースの1弦と2弦のみに1オクターブ高い音程の弦を加えたもの。

## 概要
コントラバスを源流とする一般的なエレクトリックベースが音域を拡張するために発展したもののひとつ。低音弦を1本、高音弦を2本拡張することによって4オクターブ以上の音域を持つ。

## 調弦
調弦の方法は様々で、ピアノ鍵盤で最も低い「B」の音から完全4度でBEADGCFに調弦したり、7弦ギターのオクターブ下(BEADGBE)に合わせて調弦したりする。

## 演奏方法
奏法自体はピック・ピッキングやフィンガー・ピッキングなど通常のエレキベースとほぼ同様だが、ミュートの難しさ、手順の工夫などが一般的に指摘される。また、弦の間隔が狭い為、指が入りにくくスラップ奏法は難易度が上がる。

## 演奏者
- IKKE-(FEELFLIP)
- ダニー・ハウザー(ベール・オブ・マヤ)
- メルヴィン・デイビス
- ヨルン・パウル・テセリン（オブスキュラ、ペスティレンス、サラザール・トリオ）
7弦フレットレスベースをメインに使用している。

## 販売元
需要が少ないためオーダーメイドで手に入れる事が多いが、近年は量産するメーカーが数社現れ、入手しやすくなっている。
主なメーカー
Ken Smith、Ibanez、TANATOSなど